# Ukrainsk-ortodokse kirke
Den ukrainsk-ortodokse kirke er i dag den næststørste af de ortodokse kirker efter den russisk-ortodokse kirke. Og den har på en helt speciel måde været identificeret med ukrainske kultur og historie.

## Oprindelsen
Den ukrainske kirke var i begyndelsen en datterkirke af den byzantinske. I det 9. århundrede kom evangeliet til slaverne på Balkanhalvøen, og i det 10. århundrede nåede det op til de russiske slaver. Evangeliets ældste historie hos dem er dog indhyllet i sagn. Den første overgang til kristendommen fra fyrstelig side var den hellige Olgas, men virkningen af hendes omvendelse kendes i øvrigt ikke. I slutningen af det 10. århundrede tog evangeliseringen der imod fart. 988 blev storfyrst Vladimir i Kijev omvendt og døbt. Han ønskede nemlig at få en konstantinopolitansk prinsesse til ægte, og hans ønske blev opfyldt, dog på betingelse af hans overgang til kristendommen. Muligvis har politiske forhold også spillet en rolle. Grækerne trængte til en støtte, og hidtil havde russerne været alt andet end behagelige naboer. På den anden side havde den græske kirke endnu en stærk trang til at missionere, og denne indre trang blev yderligere øget ved den tiltagende adskillelse fra og konkurrence med den romerske kirke, som allerede havde fået fast fod blandt de vestligste slaver. Ukrainerne blev imidlertid uden vanskelighed vundne for den græsk-katolske kirke, og fra slaverne på Balkanhalvøen kom liturgi og oversættelser af de hellige skrifter op til det ny kristne folk. Fra første færd kom den ukrainske kirke således til at stå i afhængighedsforhold til de græske kirkeafdelinger. Om evangeliets gang i Ukraine vides kun lidt. Der dannede sig snart munkesamlinger efter græske forbilleder, og askesen holdt sit indtog, men det varede længe, inden de store masser blev blot til en vis grad kristnede.

## Metropolitten i Kijev
Den højeste gejstlige i den ny kirke blev metropolitten i Kijev. Han udnævntes og sendtes fra Konstantinopel og betragtedes selvfølgelig som den konstantinopolitanske patriarks underordnede. Dette forhold varede ved til midt i 13. århundrede.

## Sovjettiden
Fra 1917 indledte staten en omfattende forfølgelse af kristne, og tusinder af præster, munke og nonner blev henrettet eller omkom i arbejdslejre. Kirken blev frataget al ejendom og alle rettigheder, og ateisme blev statens officielle ideologi.

## Nutiden
Fra 1980'erne og efter Sovjetunionens opløsning har kirken igen fået omfattende indflydelse i Ukraine.
Den nuværende metropolit i Kyiv er Epifani af Kyiv (Sergii Petrovitj Dumenko).
Den 24. maj 2023 besluttede Bisperådet helt at skifte til den Reviderede julianske kalender, og at denne overgang finder sted den 1. september 2023. Det blev også besluttet at indkalde lokalrådet den 27. juli 2023, som endeligt godkender overgangen til den reviderede julianske kalender. Den største praktiske ændring er at jul vil blive fejret d. 25. december i stedet for den 7. januar.